# 전형적 인물

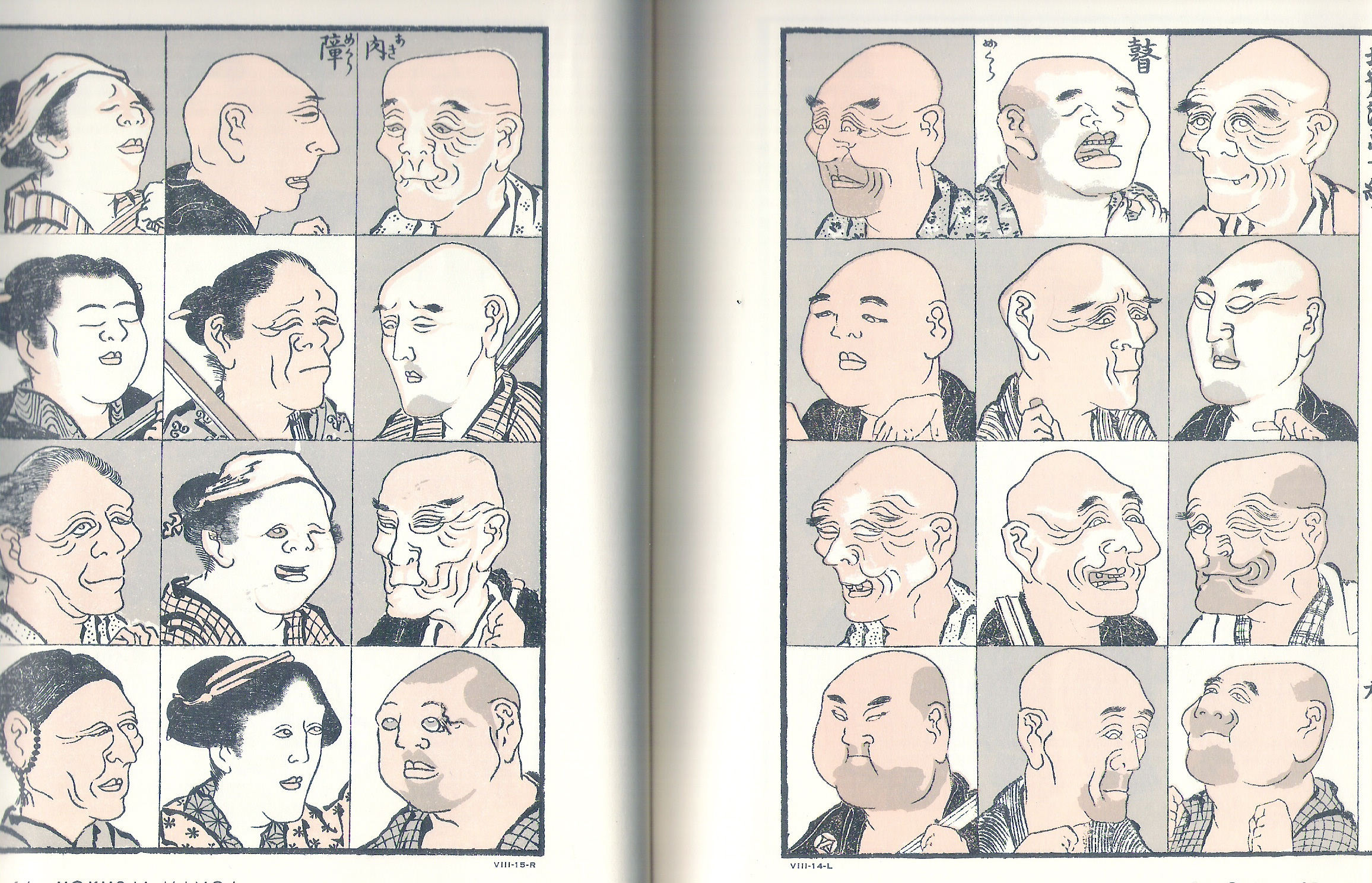

전형적 인물(典型的人物, stock character)은 문화적 유형(또는 연판)에 강한 기반을 가진 개성, 말투, 그 외의 특징을 가진 가공의 인격이다.

## 개요
전형적 인물은 어느 특정의 문화에 속하는 사람에게는 즉시 이해될 수 있다. 이 때문에 희극이나 패러디의 도구로서 형태에 빠진 모습을 큰 폭으로 과장해서 이용된다.
서양의 전통적 전형적 인물은 고대 그리스·로마의 연극에 그 기원을 가진다. 근년의 것으로는 이탈리아의 콤메디아 델라르테의 영향도 받고 있다.
일본에서의 전형적 인물을 보면, 일본의 전통 예능에서는 노(가면)나 가부키(화장), 그리고 복장으로 어떠한 캐릭터인지 한눈에 알 수 있다. 분라쿠에서는 인형의 머리 부분은 성별 뿐만 아니라 연령·신분·성격에 따라서 다른 것을 사용한다. 희극이나 만담 같은 희극적인 것은 관객인 서민의 대변자(말뚝이 등)와 그들을 둘러싸는 여러 가지 전형적 인물의 회화에 의해서 스토리를 연기한다. 더 드리후타즈나 요시모토 신희극 등의 코메디에서는 시추에이션이 바뀌어도 각 멤버는 거의 일정한 역할을 연기한다. 이것은 배우 자신이 전형적 인물화하고 있다고 말할 수 있을지도 모른다. 같은 일은 테즈카 오사무를 시작으로 한 만화·애니메이션·성우 등의 스타 시스템에도 일부 들어맞는다. 그 밖에 시대극·특수 촬영·만화·애니메이션 등에서는, 일본 특유의 전형적 인물이 많이 등장한다.

## 참고 서적
- 《가상 일본어 역할어의 수수께끼》, 이와나미 서점, 금수민, ISBN 978-4000068277

## 같이 보기
- 플래그 (용어)
- 콤메디아 델라르테
- 연판
- 정형어
- 클리셰